# Капустин, Сергей Викторович
Сергей Викторович Капустин (род. 22 января 1967) — советский и российский футболист, полузащитник, защитник.
Воспитанник футбольной школы Туапсе, первый тренер Г .Б. Петрачук.
В первенстве СССР и России играл за команды второй (1985, 1989, 1992—1996, 1998, 2003—2004), второй низшей (1988, 1991) и первой (1997) лиг «Спартак» Нальчик (1985), «Звезда» / «Звезда-Русь» Городище (1988—1989, 1992—1995), «Волгарь-Газпром» Астрахань (1996), «Торпедо» Волжский (1997—1998, 2003), «Ротор-2» Волгоград (2004)
В Казахстане выступал за команды высшей лиги «Женис» Астана (1999), «Акмола» / «Есиль» Кокчетав (2000—2002) и в первой лиге за «Батыс» Уральск (2002).
Работал в «Роторе» тренером (2006), администратором (2010—2011), старшим администратором (2011—2015). Главный тренер в УОР (Волгоград, 2007), начальник команды «Волгоград» (2009).